# ISO 3166-2:CN
Die Liste der ISO-3166-2-Codes für die Volksrepublik China enthält die Codes für die 34 Verwaltungseinheiten.

Die Codes bestehen aus zwei Teilen, die durch einen Bindestrich voneinander getrennt sind. Der erste Teil gibt den Landescode gemäß ISO 3166-1 (für die Volksrepublik China CN), der zweite den Code für die Verwaltungseinheit wieder.
Die aktuellen Codes stehen auf der Seite der ISO unter #iso:code:3166:CN zur Verfügung.

Die chinesischen Verwaltungseinheiten sind unterteilt in:
- 23 Provinzen (sheng)
- 5 autonome Gebiete (zizhiqu)
- 4 regierungsunmittelbare Städte (shi)
- 2 Sonderverwaltungszonen (tebie xingzhengqu)

Die Einträge sind in Pinyin ohne Diakritika aufgeführt.

## Kodierliste

### Provinzen

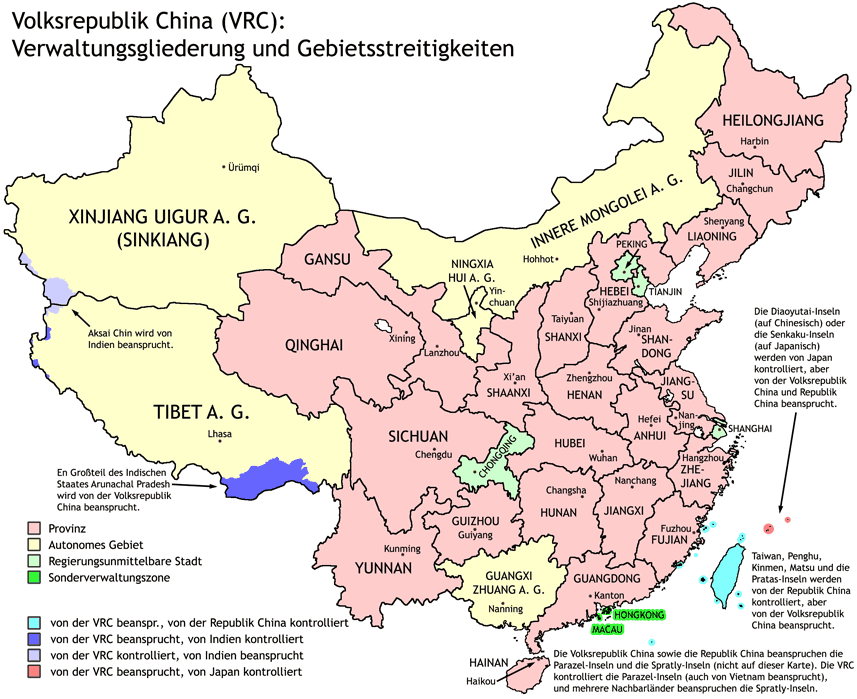

| Provinz      | Code  |
| ------------ | ----- |
| Anhui        | CN-AH |
| Fujian       | CN-FJ |
| Gansu        | CN-GS |
| Guangdong    | CN-GD |
| Guizhou      | CN-GZ |
| Hainan       | CN-HI |
| Hebei        | CN-HE |
| Heilongjiang | CN-HL |
| Henan        | CN-HA |
| Hubei        | CN-HB |
| Hunan        | CN-HN |
| Jiangsu      | CN-JS |
| Jiangxi      | CN-JX |
| Jilin        | CN-JL |
| Liaoning     | CN-LN |
| Qinghai      | CN-QH |
| Shaanxi      | CN-SN |
| Shandong     | CN-SD |
| Shanxi       | CN-SX |
| Sichuan      | CN-SC |
| Taiwan(1)    | CN-TW |
| Yunnan       | CN-YN |
| Zhejiang     | CN-ZJ |

### Autonome Gebiete
| Gebiet        | Code  |
| ------------- | ----- |
| Guangxi       | CN-GX |
| Nei Mongol(2) | CN-NM |
| Ningxia       | CN-NX |
| Tibet         | CN-XZ |
| Xinjiang      | CN-XJ |

### Regierungsunmittelbare Städte
| Stadt     | Code  |
| --------- | ----- |
| Peking    | CN-BJ |
| Chongqing | CN-CQ |
| Shanghai  | CN-SH |
| Tianjin   | CN-TJ |

### Sonderverwaltungszonen
| Zone         | Code  |
| ------------ | ----- |
| Xianggang(3) | CN-HK |
| Aomen(4)     | CN-MO |